# Dị hình giới tính

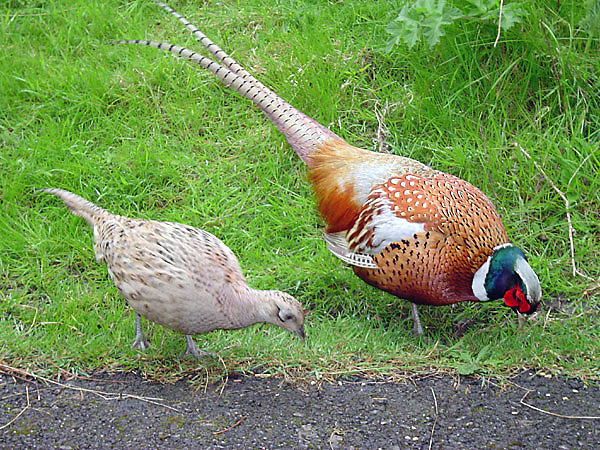
Chim trĩ đỏ mái (trái) và trống (phải) là loài chim có hình dáng khác biệt giữa hai giới tính

Dị hình giới tính hay dị hình lưỡng tính là sự khác biệt hình dạng rõ rệt giữa giống đực và giống cái trong cùng một loài động vật hay thực vật. Sự khác biệt này xảy ra ở các sinh vật thực hiện sinh sản thông qua hình thức sinh sản hữu tính; ví dụ điển hình là khác biệt về đặc điểm cơ quan sinh sản. Các khác biệt khác có thể là những đặc điểm giới tính thứ cấp, kích thước cơ thể, sức mạnh thể chất và hình thái học, các đặc điểm trang trí, hành vi và những đặc điểm khác của cơ thể.